# Henry D. G. Leveson Gower
Sir Henry Dudley Gresham Leveson Gower, dit H. D. G. ou « Shrimp » (crevette) Leveson Gower est un joueur de cricket et dirigeant sportif né le 8 mai 1873 à Titsey Place et mort le 1er février 1954 à Londres. Batteur de l'équipe de l'université d'Oxford de 1893 à 1896 et du Surrey County Cricket Club de 1895 à 1920, il est capitaine de l'équipe d'Angleterre au cours des trois seuls test-matchs qu'il joue, en 1910. Il occupe diverses responsabilités pendant et après sa carrière de joueur : membre du comité de sélection de l'équipe d'Angleterre, trésorier puis président du club du Surrey, membre du comité du Marylebone Cricket Club.